# يحيى إبراهيم باشا
يحيى إبراهيم باشا (1861 - 1936)، هو رئيس وزراء مصر (من 15 مارس 1923 - إلى 27 يناير 1924).

## النشأة
ولد ببلدة بهبشين في مركز ناصر بمحافظة بني سويف عام 1861. من عائلة خميس
تلقى العلم بمدرسة الأقباط الكبرى بالقاهرة.
تخرج من مدرسة الحقوق عام 1880، وعين معيداً بمدرسة الألسن (1880- 1881)، ثم معيداً بمدرسة الإدارة (الحقوق)، علاوة على وظيفته السابقة (1881- 1882)، وقام بتدريس القوانين والترجمة، ثم أصبح وكيلاً لكلية الإدارة عام (1884- 1888).

## حياته السياسية
صدر أمر عالي بتعيينه في المحاكم الأهلية، فتقلد منصب نائب قاضي بمحكمة الإسكندرية الأهلية (1888- 1889)، ورقي قاضياً عام 1889، وانتقل للمنصورة، وأصبح رئيساً لمحكمة بني سويف (1889- 1891)، فوكيلاً لمحكمة المنصورة (1891- 1892)، ثم انتقل إلى محكمة الاستئناف الأهلية عام 1893.
عمل مستشاراً لمحاكم الجنايات بطنطا عام 1905، ثم عين رئيساً لمحكمة الاستئناف عام 1907، ومكث بها حتى عام 1919.
تبوأ منصب وزير المعارف العمومية في وزارة يوسف وهبة باشا الأولى (20 نوفمبر 1919- 21 مايو 1920)، ثم في وزارة محمد توفيق نسيم باشا الثانية (30 نوفمبر 1922- 9 فبراير 1923)، وقد اهتم أثناء عمله بوزارة المعارف بمحو أمية العمال، ونشر الثقافة بينهم، وافتتح في عهده (22) قسماً ليلياً لتعليم العمال في مناطق مختلفة من البلاد.
تولى رئاسة الوزارة بالإضافة إلي منصب وزير الداخلية في الوزارة التي قام بتشكيلها في (15 مارس 1923- 27 يناير 1924)، وتولى فيها أيضا وزارة العدل بالنيابة (18 نوفمبر 1923)، ونظراً لحنكته القانونية أطلق عليه لقب «شيخ القضاة»، وأطلق على وزارته اسم وزارة القوانين لكثرة ما أصدرته من قوانين.
من أهم أعمال وزارته: الإفراج عن الزعيم سعد زغلول بعد أقل من أسبوعين من توليه الوزارة، وكذلك المعتقلين في مصر، ثم المحكوم عليهم من أعضاء الوفد والمعتقلين منهم في سيشل، كما ألغيت الأحكام العرفية، ويعتبر إصدار الدستور في 19 من أبريل عام 1923، أهم أعمال وزارته، هذا بالإضافة إلى أنه سن قانون الانتخابات وأجريت الانتخابات في نزاهة.
كان رئيساً لحزب الاتحاد، وهو حزب أنشئ لمساندة القصر عام 1925، كما عين عضواً بمجلس الشيوخ في العام نفسه (1925).
اضطلع بمهام منصب وزير المالية في وزارة أحمد زيور باشا الثانية (13 مارس 1925- 7 يونيو 1926)، وتولى الرئاسة والخارجية بالنيابة في هذه الوزارة (3 مايو 1925).
رئيس مجلس الشيوخ من (15 يونيو 1931- 30 نوفمبر 1934).

## رئاسته الوزارة

### حكومته
| الوزير                   | الوزارة                                                 |
| ------------------------ | ------------------------------------------------------- |
| أحمد حشمت باشا           | وزارة الخارجية، وزارة المالية                           |
| أحمد زكي أبو السعود باشا | وزارة المعارف العمومية                                  |
| أحمد زيور باشا           | وزارة المواصلات                                         |
| أحمد علي باشا            | وزارة الأوقاف                                           |
| أحمد ذو الفقار           | وزارة الحقانية                                          |
| حافظ حسن باشا            | وزارة الأشغال العمومية، وزارة الأوقاف                   |
| عبد الحميد سليمان باشا   | وزارة الأشغال العمومية                                  |
| فوزي جورجي المطيعي بك    | وزارة الزراعة                                           |
| محمد محب باشا            | وزارة المالية، وزارة المعارف العمومية                   |
| محمد توفيق رفعت          | وزارة الخارجية، وزارة المعارف العمومية، وزارة المواصلات |
| محمود شكري باشا          | وزارة المواصلات                                         |
| محمود عزمي باشا          | وزارة الحربية والبحرية                                  |
| يحيى إبراهيم باشا        | وزارة الداخلية                                          |

## مؤلفاته
له كتاب باسم «القطع المنتخبة» طبع منه جزآن في بولاق عام 1893م، جمع فيه ما يختص بالقضاء ونبذاً تاريخية وجغرافية وأدبية.

## وفاته
توفي عام 1936.